# Пођо деле Ђинестре (Рим)
Пођо деле Ђинестре је насеље у Италији у округу Рим, региону Лацио.
Према процени из 2011. у насељу је живело 120 становника. Насеље се налази на надморској висини од 242 м.